# Gwynevere (kráter)
Gwynevere je impaktní kráter na Saturnově měsíci Mimas. Nomenklatura kráterů na Mimasu čerpá z britské mytologie – konkrétně z Artušovských legend, Gwynevere je tak pojmenován podle Guinevere, manželky krále Artuše a milenky jeho rytíře Lancelota. Název byl schválen Mezinárodní astronomickou unií v roce 1982.
Gwynevere má průměr 42 km a jeho střední souřadnice na měsíci jsou 17°36′ J a 323°42′  Z. Jeho severozápadní okrajový val narušuje o něco menší přilehlý kráter Launcelot. Na východě se táhne kaňon Ossa Chasma, na jihu kaňon Pangea Chasma. Jihovýchodně leží kráter Mark.